# Кохан Михайло Сергійович
Михайло Сергійович Кохан (нар. 22 січня 2001) — український легкоатлет, який спеціалізується у метанні молота, бронзовий призер Олімпійських ігор 2024 року, чемпіон світу та Європи серед юнаків, володар вищого світового досягнення з метання молота серед юнаків (у віковій групі до 18 років).

## Кар'єра

#### 2020
На «Меморіалі Іштвана Дьюлаї» в Секешфегерварі, Угорщина, встановив особистий рекорд — 77,78 м та здобув бронзову нагороду.

#### 2021
На літніх Олімпійських іграх 2020 року в Токіо 20-річний Михайло Кохан у своїй найкращій спробі метнув молот на 80,39 метра і став четвертим у фіналі.

## Виступи на основних міжнародних змаганнях
| Рік  | Чемпіонат                                    | Місце проведення        | Місце | Результат |
| ---- | -------------------------------------------- | ----------------------- | ----- | --------- |
| 2017 | Чемпіонат світу серед юнаків                 | Найробі, Кенія          | 1     | 82,31     |
| 2017 | Європейський юнацький олімпійський фестиваль | Дьєр, Угорщина          | 1     | 78,28     |
| 2018 | Чемпіонат Європи серед юнаків                | Дьєр, Угорщина          | 1     | 87,82     |
| 2018 | Чемпіонат світу серед юніорів                | Тампере, Фінляндія      | 2     | 79,68     |
| 2018 | Юнацькі Олімпійські ігри                     | Буенос-Айрес, Аргентина | 1     | 85,14     |
| 2019 | Чемпіонат Європи серед юніорів               | Бурос, Швеція           | 1     | 84,73     |
| 2019 | Чемпіонат світу                              | Доха, Катар             | 5     | 77,39     |
| 2021 | Чемпіонат Європи серед молоді                | Таллінн, Естонія        | 1     | 77,88     |
| 2021 | Олімпійські ігри                             | Токіо, Японія           | 4     | 80,39     |
| 2022 | Кубок Європи з метань серед молоді           | Лейрія, Португалія      | 1     | 74,59     |
| 2022 | Чемпіонат світу                              | Юджин, США              | 7     | 78,83     |
| 2022 | Чемпіонат Європи                             | Мюнхен, Німеччина       | 5     | 78,48     |
| 2023 | Кубок Європи з метань серед молоді           | Лейрія, Португалія      | 1     | 75,80     |
| 2023 | Європейські ігри                             | Краків, Польща          | 2     | 77,03     |
| 2023 | Чемпіонат Європи серед молоді                | Еспоо, Фінляндія        | 1     | 77,21     |
| 2023 | Чемпіонат світу                              | Будапешт, Угорщина      | 5     | 79,59     |
| 2024 | Чемпіонат Європи                             | Рим, Італія             | 3     | 80,18     |
| 2024 | Олімпійські ігри                             | Париж, Франція          | 3     | 79,39     |
| 2025 | Універсіада                                  | Бохум, Німеччина        | 1     | 77,10     |

## Найкращі результати в сезоні
| Сезон | Молот 7,26 кг | Молот 6 кг | Молот 5 кг |
| ----- | ------------- | ---------- | ---------- |
| 2015  | Н/Д           | 63,17      | 69,13      |
| 2016  | Н/Д           | 67,65      | 74,47      |
| 2017  | 71,42         | 74,21      | 84,24      |
| 2018  | 70,02         | 79,68      | 87,82      |
| 2019  | 77,39         | 84,73      | Н/Д        |
| 2020  | 77,78         | 83,32      | Н/Д        |
| 2021  | 80,78         | Н/Д        | Н/Д        |
| 2022  | 78,83         | Н/Д        | Н/Д        |
| 2023  | 79,59         | Н/Д        | Н/Д        |

## Визнання

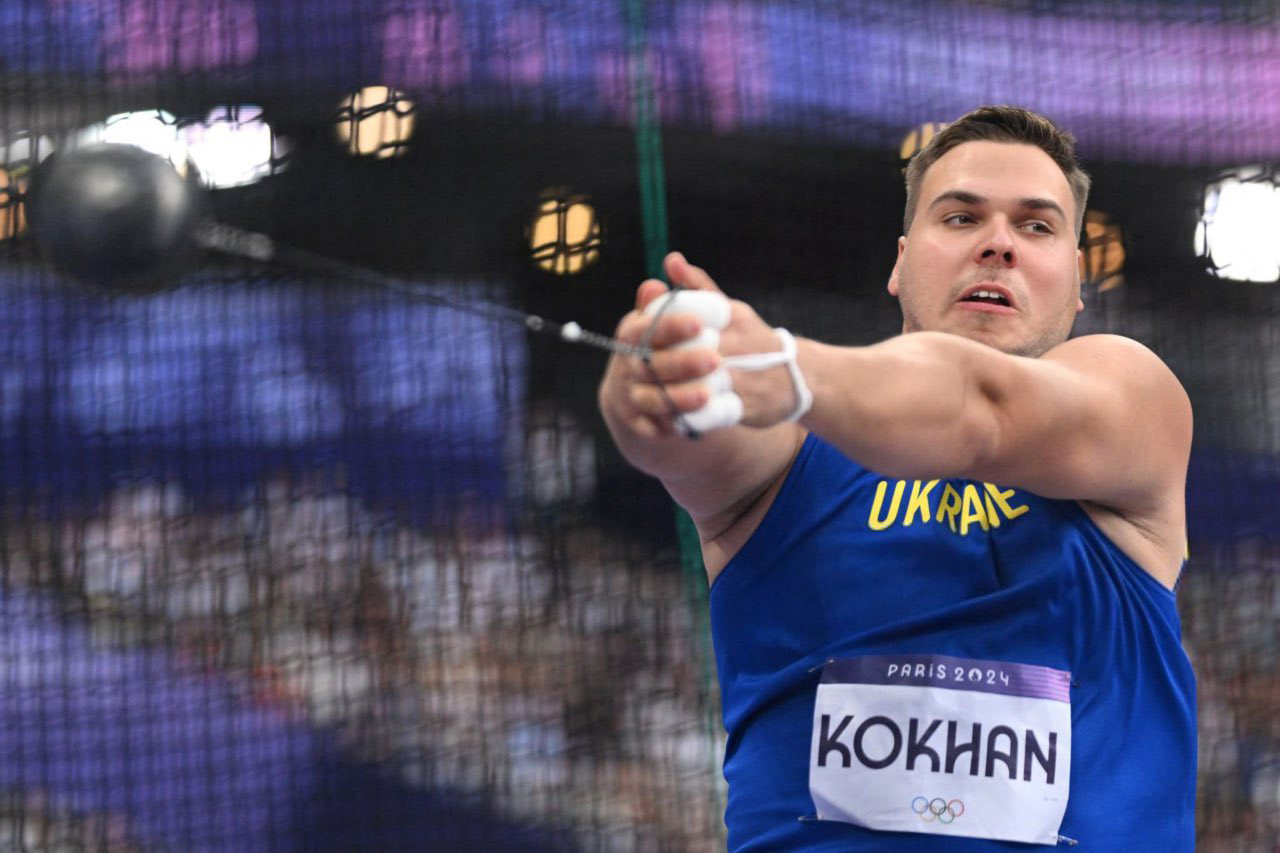
Михайло Кохан на літніх Олімпійських іграх 2024

- Переможець в номінаціях «Найкращий легкоатлет року» та «Зірка, яка сходить» Федерації легкої атлетики України (2019)[6]
- Переможець в номінації «Найкращий легкоатлет року» Федерації легкої атлетики України (2021)[7]

## Державні нагороди
- Орден «За заслуги» III ст. (23 серпня 2024) — За досягнення високих спортивних результатів на XXXIII літніх Олімпійських іграх у місті Парижі (Французька Республіка), виявлені самовідданість та волю до перемоги, утвердження міжнародного авторитету України[8].
- Медаль «За працю і звитягу» (7 вересня 2023) — За досягнення високих спортивних результатів на III Європейських іграх у м. Кракові (Республіка Польща), виявлені самовідданість та волю до перемоги, піднесення міжнародного авторитету України.[9]